# Андрея Ехрітт-Ванк
Андрея Ехрітт-Ванк (нар. 6 жовтня 1973) — колишня румунська тенісистка.
Найвищу одиночну позицію світового рейтингу — 135 місце досягла 17 лютого 2003, парну — 40 місце — 8 травня 2006 року.
Здобула 13 одиночних та 2 парні титули.
Найвищим досягненням на турнірах Великого шолома було 3 коло в парному розряді.
Завершила кар'єру 2008 року.

## Фінали турнірів WTA

### Парний розряд: 6
| Легенда  |
| Tier I   |
| Tier II  |
| Tier III |
| Tier IV  |

#### Перемоги (2)
| Дата           | Турнір                                | Покриття | Partnering                 | Суперниці                                  | Рахунок  |
| 21 травня 2005 | Internationaux de Strasbourg, Франція | Ґрунт    | Роса Марія Андрес Родрігес | Марта Домаховська Марлен Вайнгартнер       | 6–3, 6–1 |
| 6 травня 2007  | Estoril Open, Португалія              | Ґрунт    | Анастасія Родіонова        | Лурдес Домінгес Ліно Аранча Парра Сантонха | 6–3, 6–2 |

#### Runner-ups (4)
| Дата           | Турнір                                | Покриття | Partnering                   | Суперниці                              | Рахунок          |
| 2 травня 1999  | Croatian Bol Ladies Open, Хорватія    | Ґрунт    | Меган Шонессі                | Єлена Костанич-Тошич Міхаела Паштікова | 5–7, 7–6(7), 2–6 |
| 22 липня 2001  | Кнокке-Гейст, Бельгія                 | Ґрунт    | Руксандра Драгомір           | Вірхінія Руано Паскуаль Магі Серна     | 4–6, 3–6         |
| 27 травня 2006 | Internationaux de Strasbourg, Франція | Ґрунт    | Мартіна Мюллер               | Лізель Губер Мартіна Навратілова       | 2–6, 6–7(1)      |
| 20 травня 2007 | Гран-прі принцеси Лалли Мер'єм        | Ґрунт    | Родіонова Анастасія Іванівна | Ваня Кінг Саня Мірза                   | 1–6, 2–6         |

## Фінали ITF
| Легенда          |
| ---------------- |
| турніри $100,000 |
| турніри $75,000  |
| турніри $50,000  |
| турніри $25,000  |
| турніри $10,000  |

### Одиночний розряд: 21 (13–8)
| Результат | Ранг | Дата              | Турнір                    | Покриття | Суперниця            | Рахунок            |
| --------- | ---- | ----------------- | ------------------------- | -------- | -------------------- | ------------------ |
| Поразка   | 1.   | 8 жовтня 1990     | Бол, Югославія            | Ґрунт    | Барбара Мулей        | 4–6, 0–6           |
| Перемога  | 2.   | 16 вересня 1991   | Капуя, Італія             | Ґрунт    | Ева Гаслінґейс       | 6–2, 6–4           |
| Перемога  | 3.   | 24 серпня 1992    | Ла-Спеція, Італія         | Ґрунт    | Лаура Лапі           | 6–4, 6–2           |
| Перемога  | 4.   | 31 серпня 1992    | Масса, Італія             | Ґрунт    | Квета Пешке          | 6–1, 6–2           |
| Поразка   | 5.   | 21 серпня 1995    | Катанія, Італія           | Ґрунт    | Крістіна Сальві      | 3–6, 3–6           |
| Поразка   | 6.   | 24 червня 1996    | Орбетелло, Італія         | Ґрунт    | Паола Тампієрі       | 1–6, 6–7(2)        |
| Перемога  | 7.   | 23 червня 1997    | Мілан, Італія             | Трава    | Маріяна Ковачевич    | 6–2, 6–3           |
| Перемога  | 8.   | 30 червня 1997    | Сецце, Італія             | Ґрунт    | Марія Паола Дзавальї | 6–4, 0–6, 6–2      |
| Перемога  | 9.   | 8 вересня 1997    | Фано, Італія              | Ґрунт    | Емануела Зардо       | 6–3, 7–5           |
| Поразка   | 10.  | 15 червня 1998    | Градо                     | Ґрунт    | Евелін Фаут          | 7–6(4), 1–6, 1–6   |
| Перемога  | 11.  | 17 серпня 1998    | Маскалі, Італія           | Ґрунт    | Мірейлл Діттманн     | 2–6, 6–3, 6–1      |
| Перемога  | 12.  | 14 вересня 1998   | Реджо-Калабрія, Італія    | Ґрунт    | Штефані Гайднер      | 7–5, 6–3           |
| Перемога  | 13.  | 9 листопада 1998  | Suzano, Бразилія          | Ґрунт    | Лаура Делль'Анджело  | 6–4, 6–3           |
| Поразка   | 14.  | 22 листопада 1998 | Буенос-Айрес, Аргентина   | Ґрунт    | Паола Суарес         | 6–4, 1–6, 4–6      |
| Поразка   | 15.  | 14 серпня 2000    | Аоста, Італія             | Ґрунт    | Мара Сантанджело     | 6–1, 0–6, 1–6      |
| Перемога  | 16.  | 8 жовтня 2000     | Ф'юмічіно, Італія         | Ґрунт    | Марет Ані            | 4–1, 4–1, 3–5, 4–1 |
| Поразка   | 17.  | 15 жовтня 2000    | Чіампіно, Італія          | Ґрунт    | Йоана Гаспар         | 4–5 0–4 1–4        |
| Перемога  | 18.  | 9 квітня 2001     | Куарту-Сант'Елена, Італія | Ґрунт    | Пауліна Слітрова     | 6–3, 6–3           |
| Поразка   | 19.  | 16 квітня 2001    | Кальярі, Італія           | Ґрунт    | Світлана Кузнецова   | 3–6, 4–6           |
| Перемога  | 20.  | 21 травня 2001    | Казале-Монферрато, Італія | Ґрунт    | Раїса Гуревич        | 6–3, 6–4           |
| Перемога  | 21.  | 3 червня 2002     | Галатіна, Італія          | Ґрунт    | Оксана Каришкова     | 6–2, 6–2           |

### Парний розряд: 49 (24–25)
| Результат | Ранг | Дата            | Турнір                              | Покриття  | Партнерка                  | Суперниці                                    | Рахунок               |
| --------- | ---- | --------------- | ----------------------------------- | --------- | -------------------------- | -------------------------------------------- | --------------------- |
| Поразка   | 1.   | 28 вересня 1992 | Санта-Марія-Капуа-Ветере, Італія    | Ґрунт     | Джиневра Муньяїні          | Анн Девріє Іріна Спирля                      | 0–6, 0–6              |
| Перемога  | 2.   | 10 липня 1995   | Віго, Іспанія                       | Ґрунт     | Кірстін Фрає               | Естефанія Боттіні Гала Леон Гарсія           | 2–6, 6–3, 6–3         |
| Перемога  | 3.   | 21 серпня 1995  | Катанія, Італія                     | Ґрунт     | Ваніна Казанова            | Наталі Фровлі Дженні-Енн Фетч                | 6–3, 6–3              |
| Поразка   | 4.   | 22 квітня 1996  | Барі, Італія                        | Ґрунт     | Германа ді Натале          | Яна Мацурова Ольга Виметалкова               | 4–6, 6–4, 5–7         |
| Поразка   | 5.   | 24 червня 1996  | Орбетелло, Італія                   | Ґрунт     | Крістіна Сальві            | Хотта Томое Ямаґісі Йоріко                   | 6–3, 5–7, 2–6         |
| Перемога  | 6.   | 1 липня 1996    | Сецце, Італія                       | Ґрунт (i) | Франческа Гвардільї        | Габріелла Боск'єро Вероніка Стеле            | 0–6, 6–2, 6–3         |
| Перемога  | 7.   | 21 липня 1996   | Ф'юмічіно, Італія                   | Ґрунт     | Теодора Недева             | Габріелла Боск'єро Сара Вентура              | 6–0, 6–3              |
| Перемога  | 8.   | 3 лютого 1997   | Майорка, Іспанія                    | Ґрунт     | Крістіна Сальві            | Аліче Канепа Сара Вентура                    | 6–3, 3–6, 6–2         |
| Перемога  | 9.   | 10 лютого 1997  | Майорка, Іспанія                    | Ґрунт     | Крістіна Сальві            | Вівіана Мрацнова Мартіна Ондрейкова          | 6–2, 6–1              |
| Поразка   | 10.  | 21 квітня 1997  | Сан-Северо, Італія                  | Ґрунт     | Марія-Паола Завальї        | Сабіна да Понте Лаура Делль'Анджело          | 4–6, 6–4, 4–6         |
| Перемога  | 11.  | 9 червня 1997   | Camucia, Італія                     | Тверде    | Крістіна Сальві            | Антонелла Серра-Дзанетті Марія-Паола Завальї | 6–4, 6–1              |
| Поразка   | 12.  | 30 червня 1997  | Сецце, Італія                       | Ґрунт     | Анна Лінкова               | Лаура Гарроне Елена Савольді                 | 3–6, 0–6              |
| Перемога  | 13.  | 8 вересня 1997  | Фано, Італія                        | Ґрунт     | Федеріка Фортуні           | Дженні-Енн Фетч Труді Мусгрейв               | 6–1, 6–4              |
| Поразка   | 14.  | 6 квітня 1998   | Афіни, Греція                       | Ґрунт     | Аліче Пірсу                | Аліче Канепа Татьяна Гарбін                  | 7–5, 2–6, 4–6         |
| Поразка   | 15.  | 21 червня 1998  | Градо                               | Ґрунт     | Ваніна Казанова            | Маріяна Ковачевич Мая Палавершич             | 6–3, 3–6, 1–6         |
| Перемога  | 16.  | 6 липня 1998    | Ф'юмічіно, Італія                   | Ґрунт     | Алессія Ломбарді           | Адрієнн Хегюдюш Хотта Томое                  | 6–2, 6–4              |
| Поразка   | 17.  | 14 вересня 1998 | Реджо-Калабрія, Італія              | Ґрунт     | Елена Пйоппо               | Катя Альтілія Мара Сантанджело               | 6–7(3), 6–4, 4–6      |
| Поразка   | 18.  | 20 серпня 2000  | Аоста, Італія                       | Ґрунт     | Оана Елена Голімбйоскі     | Марія Елена Камерін Мара Сантанджело         | 5–7, 6–4, 1–6         |
| Поразка   | 19.  | 3 вересня 2000  | Сполето, Італія                     | Ґрунт     | Оана Елена Голімбйоскі     | Марія Елена Камерін Мара Сантанджело         | w/o                   |
| Поразка   | 20.  | 11 вересня 2000 | Реджо-Калабрія, Італія              | Ґрунт     | Марія-Паола Завальї        | Тетяна Ковальчук Зіна Шрайбер                | w/o                   |
| Перемога  | 21.  | 1 жовтня 2000   | Верона, Італія                      | Ґрунт     | Марія Елена Камерін        | Еухенія Чіальво Лурдес Домінгес Ліно         | 7–6(4), 6–2           |
| Перемога  | 22.  | 9 жовтня 2000   | Чіампіно, Італія                    | Ґрунт     | Адр'яна Бурз               | Асіміна Каплані Марія Павліду                | 4–2, 4–5(5), 4–2, 4–1 |
| Поразка   | 23.  | 16 жовтня 2000  | К'єті, Італія                       | Ґрунт     | Оана Елена Голімбйоскі     | Еріка Краут Ванеса Краут                     | 5–4(5), 1–4, 2–4, 1–4 |
| Перемога  | 24.  | 29 січня 2001   | Майорка, Іспанія                    | Ґрунт     | Германа ді Натале          | Раїса Гуревич Дінара Сафіна                  | 7–5, 3–6, 6–4         |
| Поразка   | 25.  | 5 лютого 2001   | Майорка, Іспанія                    | Ґрунт     | Оана Елена Голімбйоскі     | Роса Марія Андрес Родрігес Дінара Сафіна     | 2–6, 0–6              |
| Перемога  | 26.  | 16 квітня 2001  | Кальярі, Італія                     | Ґрунт     | Джулія Меруцці             | Віра Звонарьова Александра Срндович          | 6–1, 6–3              |
| Поразка   | 27.  | 4 червня 2001   | Галатіна, Італія                    | Ґрунт     | Бахія Мухтассен            | Ванесса Менга Даллі Рандріантефі             | 6–3, 0–6, 5–7         |
| Поразка   | 28.  | 18 червня 2001  | Горіція, Італія                     | Ґрунт     | Тетяна Ковальчук           | Мілена Неквапілова Гана Шромова              | 7–5, 1–6, 1–6         |
| Поразка   | 29.  | 17 вересня 2001 | Лечче, Італія                       | Ґрунт     | Марія Паола Дзавальї       | Маріам Рамон Клімент Анжеліка Реш            | 6–7(6), 6–7(6)        |
| Перемога  | 30.  | 9 червня 2002   | Галатіна, Італія                    | Ґрунт     | Едіна Галловіц-Халл        | Бахія Мухтассен Сільвія Плішке               | 6–3, 6–2              |
| Перемога  | 31.  | 7 липня 2002    | Орбетелло, Італія                   | Ґрунт     | Марет Ані                  | Євгенія Куликовська Катерина Сисоєва         | 6–3, 1–6, 6–1         |
| Перемога  | 32.  | 4 серпня 2002   | Бриндізі, Італія                    | Ґрунт     | Флавія Пеннетта            | Любомира Курхайцова Ленка Немечкова          | 6–3, 6–2              |
| Поразка   | 33.  | 12 серпня 2002  | Аоста, Італія                       | Ґрунт     | Марія Фернанда Алвеш       | Катарина Мишич Драгана Зарич                 | 5–7, 6–7(6)           |
| Перемога  | 34.  | 8 вересня 2002  | Фано, Італія                        | Ґрунт     | Флавія Пеннетта            | Гульнара Фаттахетдінова Дар'я Кустова        | 7–5, 6–3              |
| Перемога  | 35.  | 15 вересня 2002 | Бордо, Франція                      | Ґрунт     | Флавія Пеннетта            | Сара Стоун Саманта Стосур                    | 6–3, 7–5              |
| Перемога  | 36.  | 29 вересня 2002 | Лечче, Італія                       | Ґрунт     | Едіна Галловіц-Халл        | Роса Марія Андрес Родрігес Еліза Бальзамо    | 6–7(5), 6–3, 6–3      |
| Поразка   | 37.  | 6 жовтня 2002   | Жирона, Іспанія                     | Ґрунт     | Флавія Пеннетта            | Любомира Бачева Гала Леон Гарсія             | 4–6, 3–6              |
| Поразка   | 38.  | 8 червня 2003   | Галатіна, Італія                    | Ґрунт     | Бахія Мухтассен            | Аранча Парра Сантонха Марія Емілія Салерні   | 0–6, 6–7(6)           |
| Поразка   | 39.  | 8 червня 2003   | Марсель, Франція                    | Ґрунт     | Рената Ворачова            | Юліана Федак Галина Фокіна                   | 4–6, 7–6(3), 3–6      |
| Поразка   | 40.  | 21 вересня 2003 | Колумбус (Огайо), США               | Тверде    | Марія Емілія Салерні       | Терін Ешлі Еллі Бейкер                       | 3–6, 7–6(4), 2–6      |
| Перемога  | 41.  | 16 травня 2004  | Сен-Годан (Верхня Гаронна), Франція | Ґрунт     | Руксандра Драгомір         | Марта Домаховська Наталія Гуссоні            | 6–3, 6–1              |
| Перемога  | 42.  | 23 травня 2004  | Казерта, Італія                     | Ґрунт     | Роса Марія Андрес Родрігес | Джулія Казоні Владіміра Угліржова            | 6–1, 4–6, 6–4         |
| Перемога  | 43.  | 7 липня 2004    | Градо, Італія                       | Ґрунт     | Роса Марія Андрес Родрігес | Клаудія Янс-Ігначик Аліція Росольська        | 6–2, 6–2              |
| Перемога  | 44.  | 15 червня 2004  | Горіція, Італія                     | Килим (i) | Руксандра Драгомір         | Мартіна Мюллер Анжеліка Реш                  | 7–6(7), 6–2           |
| Поразка   | 45.  | 4 липня 2004    | Орбетелло, Італія                   | Ґрунт     | Юліана Федак               | Альона Бондаренко Галина Фокіна              | 7–6(5), 2–6, 5–7      |
| Поразка   | 46.  | 2 серпня 2004   | Ріміні, Італія                      | Ґрунт     | Роса Марія Андрес Родрігес | Юліана Федак Марія Коритцева                 | 6–7(7), 3–6           |
| Перемога  | 47.  | 6 вересня 2004  | Фано, Італія                        | Ґрунт     | Делія Сезкіоряну           | Мервана Югич-Салкич Дарія Юрак               | 7–5, 1–6, 6–2         |
| Поразка   | 48.  | 4 квітня 2005   | Рим, Італія                         | Ґрунт     | Адріана Барна              | Аліче Канепа Емілі Стеллато                  | 4–6, 0–6              |
| Поразка   | 49.  | 1 травня 2005   | Кань-сюр-Мер, Франція               | Ґрунт     | Каролін Денін              | Сандра Клезель Юлія Бейгельзимер             | 3–6, 6–3, 1–6         |